# 실베스터 터케이

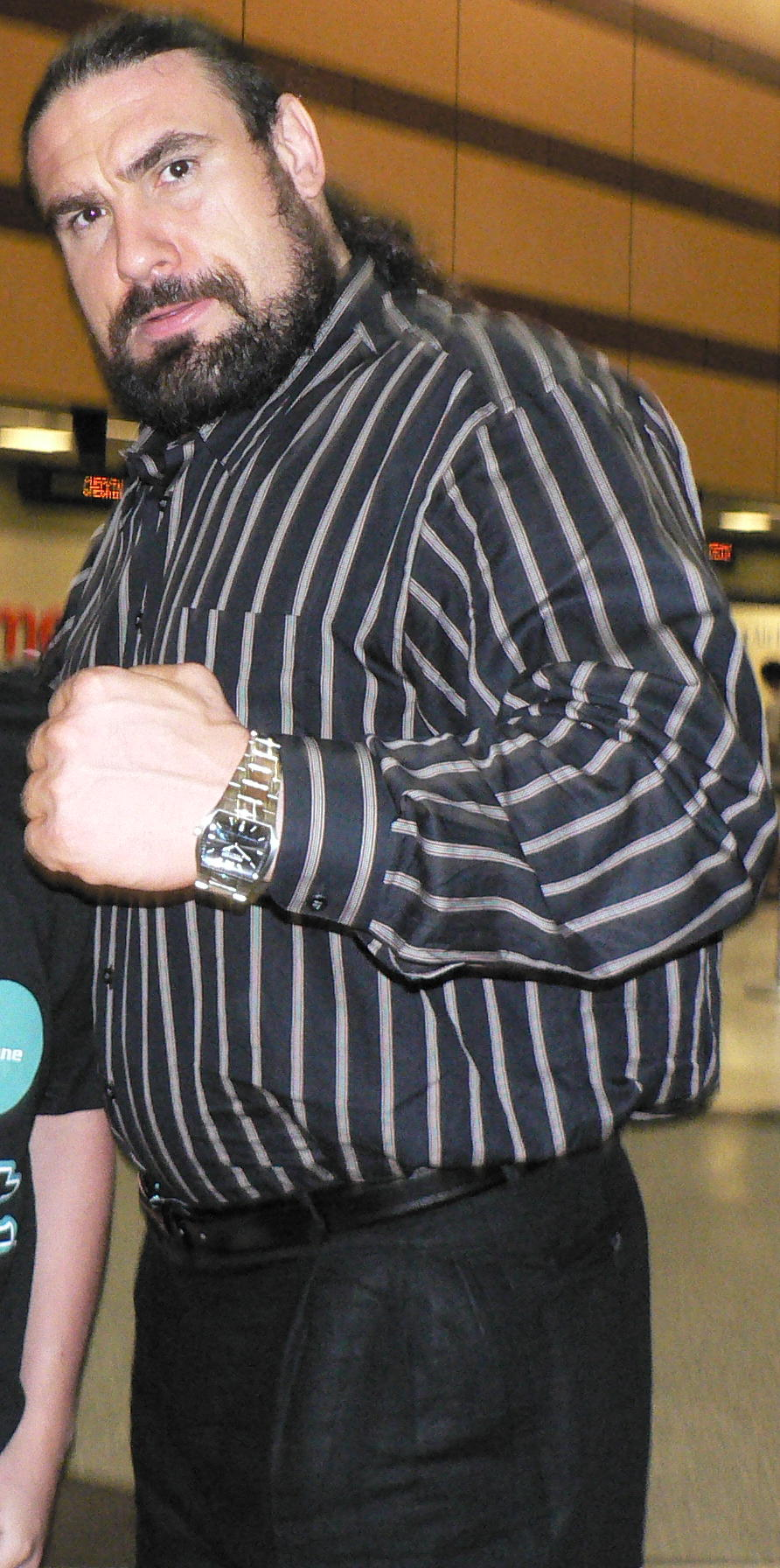

실베스터 터케이(Sylvester Terkay)는 더 프레데터(The Predator)로 알려진 미국의 프로레슬링선수자 이종격투기선수다. 1970년 12월 4일 태어났다.

## 생애

### 출생
더 프레데터(영어: The Predator) 본명은 실베스터 터카이(영어: Sylvester Terkay), 1970년 12월 4일로 미국에서 태어났다.

### 입식 타격 전적
- 2전 0승 2패(0 KO)

| 경기일자         | 상대          | 결과 | 내용    | 대회                          |
| ---------------- | ------------- | ---- | ------- | ----------------------------- |
| 2006년 4월 29일  | 최홍만        | 패   | 3R 판정 | K-1 월드 GP 2006 in las vegas |
| 2005년 12월 31일 | 레미 본야스키 | 패   | 3R 판정 | K-1 다이너마이트 2005         |

### 종합 타격 전적
- 4전 3승 1패(1 KO)

| 경기일자         | 상대               | 결과 | 내용                  | 대회                   |
| ---------------- | ------------------ | ---- | --------------------- | ---------------------- |
| 2005년 11월 5일  | 최무배             | 승   | 3R 판정               | K-1 Seoul Hero's       |
| 2004년 12월 31일 | 크리스토프 미듀    | 승   | 1R 1분 11초 넥 크랭크 | K-1 다이너마이트 2004  |
| 2004년 5월 22일  | 게리 굿리지        | 패   | 1R 1분 22초 KO        | K-1 MMA - ROMANEX 2005 |
| 2003년 12월 31일 | 마우리시오 다 실바 | 승   | 1R 13초 KO            | K-1 다이너마이트 2003  |

### WWE
실베스터 터카이는 일라이자 버크와 함께 2006년 WWE의 ECW의 브랜드에 데뷔하였다.
일라이자 버크와 태그팀으로 활동하며 활동을 하였다.
하지만 별로 큰 활약을 하지 못하고 2007년 WWE에서 방출되었다.